# イミダス
『イミダス』（imidas）は、集英社が1986年に書籍として創刊し、2006年に休刊、2007年からは電子辞書やインターネット百科事典として展開している現代用語辞典である。

## 解説
イミダス（imidas）は正式名称を情報・知識imidas（じょうほう・ちしき・イミダス）と言い、集英社が刊行している、最新の流行語や外来語を取り扱う現代用語辞典である。同類の辞典として最も古い歴史を持つ自由国民社の『現代用語の基礎知識』を意識しながら、イミダスは1986年に1987年度版を創刊号として刊行された。この1987年度版は113万8000部という辞典としては驚異的なセールスを記録している。
イミダスは写真や図録を多く掲載しながら横書きのレイアウトを採用し、本書の他に時事問題を読み解く別冊や中心購買層のビジネスマンを見込んだ「イミダス手帳」を付録するなど、それまでの辞典にはない斬新な編集方針を次々に打ち出し、朝日新聞社が1989年に『知恵蔵』を創刊する一因になるなどの影響を与えた。また、『現代用語の基礎知識』『イミダス』『知恵蔵』のいずれも毎年1回、11月頃に新年度版が定期刊行されていたため、1990年代の書店では年末シーズンになると店頭に並べて競うように販売される様子が恒例となっていた。
しかし、2000年頃から出版業界全体の販売不振やインターネットの急激な台頭によって販売部数が低迷、書籍としては2006年に刊行された2007年度版（創刊20周年号）を最後に休刊となった。2007年に刊行された2008年度版以降は、インターネット百科事典（有料データ・ベース）「imidas.jp」として運営されている。
なお、会員制の「イミダスeライブラリー」（2012年3月にサービスを終了）や携帯電話版の「ケータイ版イミダス」などから時流に照らし合わせた記事をまとめた書籍「imidas SPECIAL」が、不定期刊行されている。

## 補足
- 創刊号となった1987年度版の表紙には、イミダスというタイトルの他に以下のキャッチコピーが記載されていた。
  - 「あらゆる分野の最先端を総合展望」
  - 「OA新時代の漢字用例辞典」
- 書名は、地域気象観測システム「アメダス」を意識したもの。Innovative Multi Information Dictionary Annual Series (革新的多角情報辞書、年刊シリーズ)の頭文字と説明されている。
- 項目の解説は、一分野につき一人の専門家を執筆責任者として置くスタイルである。
- 初代のイメージキャラクターは国際的な陸上選手ベン・ジョンソンであった。
- 関連出版物として、電子辞書版の『imidas + α』などがある。
- 本書のタイトルをもじった書籍が複数存在する[5]。例としては『現代信州の基礎知識 Hamidas（はみだす）』[5]、『現代新潟の基礎的知識 Yomidas to Tomaran』[5]、『JTBの旅行情報源 TABIDAS（たびだす）』[5]、『erodas（エロダス）』[5]（写真時代増刊）、『東京いい味うまい店500 アジダス便利帳』[5]（小学館発行）、清水義範の著書『ムイミダス』[5]などがある。また、イミダスと同じ集英社から発行された『週刊プレイボーイ』に「BEST SHOT imadas（イマダス）」というコーナーが掲載された[5]。

## 関連文献
- イミダス編集部 編『イミダス 現代の視点2021』集英社〈集英社新書 1042B〉、2020年11月。ISBN 978-4-08-721142-9。（電子版あり）